# Kusnezkoje (Kaliningrad)
Kusnezkoje (russisch Кузнецкое, deutsch Backelfeld) ist ein Ort in der russischen Oblast Kaliningrad. Er gehört zur kommunalen Selbstverwaltungseinheit Stadtkreis Selenogradsk im Rajon Selenogradsk.

## Geographische Lage
Kusnezkoje liegt 14 Kilometer nordwestlich der Oblasthauptstadt Kaliningrad (Königsberg) an der Kommunalstraße 27K-341, die von Petrowo (Zielkeim) an der Hauptstraße Kaliningrad–Selenogradsk (Cranz) über Pereleski (Waldhausen) zur Hauptstraße (einstige deutsche Reichsstraße 143) von Kaliningrad über Pereslawskoje (Drugehnen) nach Swetlogorsk (Rauschen) führt. Eine Bahnanbindung besteht nicht.

## Geschichte
Das bis 1946 Backelfeld genannte Vorwerk gehörte ursprünglich zum Gut Groß Mischen (heute russisch: Swobodnoje). Am 4. Juni 1907 wurde aus dem Gut Groß Mischen und dem Vorwerk Backelfeld der Gutsbezirk Zielkeim (heute russisch: Petrowo) gebildet, der in den Amtsbezirk Groß Mischen eingegliedert wurde. Dieser war dem Landkreis Fischhausen (von 1939 bis 1945 Landkreis Samland) im Regierungsbezirk Königsberg der preußischen Provinz Ostpreußen zugeordnet und bestand bis 1945. Am 30. September 1928 schlossen sich die Gutsbezirke Groß Mischen, Waldhausen (heute russisch: Pereleski) und Zielkeim zur neuen Landgemeinde Groß Mischen zusammen, und Backelfeld wurde somit ein Wohnplatz ebendieser Gemeinde.
Infolge des Zweiten Weltkrieges kam Backelfeld 1945 mit dem gesamten nördlichen Ostpreußen zur Sowjetunion. Der Ort erhielt im Jahr 1950 die russische Bezeichnung Kusnezkoje und wurde gleichzeitig dem Dorfsowjet Matrossowski selski Sowet im Rajon Gurjewsk zugeordnet. Später gelangte der Ort in den Pereslawski selski Sowet im Rajon Selenogradsk. Von 2005 bis 2015 gehörte Kusnezkoje zur Landgemeinde Pereslawskoje selskoje posselenije und seither zum Stadtkreis Selenogradsk.

## Kirche
Bis 1945 war Backelfeld mit seiner überwiegend evangelischen Bevölkerung in das Kirchspiel der Kirche Wargen (heute russisch: Kotelnikowo) eingepfarrt. Dieses gehörte zum Kirchenkreis Fischhausen (Primorsk) in der Kirchenprovinz Ostpreußen der Kirche der Altpreußischen Union. Heute liegt Kusnezkoje im Einzugsbereich der Auferstehungskirche in Kaliningrad (Königsberg) in der Propstei Kaliningrad der Evangelisch-lutherischen Kirche Europäisches Russland.

## Persönlichkeiten
- Emil Plötz (1884–nach 1965), deutscher Lehrer, Heimatforscher und Soldat